# Hình hài dấu yêu
Hình hài dấu yêu (tựa gốc: The Lovely Bones) là một phim siêu thực đạo diễn bởi Peter Jackson ra mắt trong năm 2009. Phim dựa theo quyển sách cùng tên The Lovely Bones của Alice Sebold. Các diễn viên gồm Saoirse Ronan trong vai Susie Salmon, Mark Wahlberg và Rachel Weisz trong vai cha mẹ của Susie, Jack và Abigail Salmon. Tham gia đóng phim còn có Susan Sarandon, Amanda Michalka và Stanley Tucci. Phim nhận nhiều đề cử và giải thưởng, trong đó có Giải Quả cầu vàng.

## Nội dung
Vào năm 1973, Susie Salmon (Saoirse Ronan), một cô bé 14 tuổi sống ở Pennsylvania cùng với cha mẹ, chị và em trai, với mơ ước sau này trở thành một nhiếp ảnh gia. Một ngày nọ tại trường học, Ray Singh (Reece Ritchie), một cậu bé mà Susie đã phải lòng, tiếp cận cô ở tủ đồ cá nhân và để lại một mảnh giấy vào sách giáo khoa của cô. Anh hẹn cô đi chơi vào Thứ Bảy tuần sau. Khi Susie đi về nhà băng qua một cánh đồng ngô, cô chạm mặt một gã hàng xóm, George Harvey (Stanley Tucci), kẻ đã dụ cô vào tầng hầm của mình. Bên trong, Susie bắt đầu cảm thấy không thoải mái và cố gắng rời khỏi đó thì Harvey, hắn ta chộp lấy cô. Cảnh quay thể hiện cô được nhìn thấy chạy vội vã ngang qua bạn cùng lớp Ruth Connors (Carolyn Dando).
Trong khi đó, gia đình của cô bé trở nên lo lắng khi Susie không về nhà. Bố của cô, Jack (Mark Wahlberg), đi tìm kiếm cô khắp nơi, trong khi mẹ cô, Abigail (Rachel Weisz), gọi cho cảnh sát. Trong lúc chạy trốn nơi thị trấn, Susie nhìn thấy cha cô, nhưng ông không trả lời khi cô gọi. Susie sau đó chạy về nhà, thì thấy tên Harvey đang ngâm mình trong bồn tắm. Khi nhìn thấy chiếc vòng tay của cô treo trên vòi nước gần một chiếc dao cạo dính đầy máu, Susie mới nhận ra rằng cô đã không thể thoát khỏi cái "bẫy" đó và thực sự đã bị hắn ta sát hại. Gào thết, cô bị kéo vào một nơi xa lạ, không phải thiên đàng cũng không phải trần gian. Từ đó, Susie dõi theo những người thân yêu của mình, cô gặp một người bạn mới ở thế giới bên kia Holly, thúc giục cô cùng đi, nhưng cô không nỡ.
Vụ việc điều tra sự mất tích của Susie bởi Thám Tử Len Fenerman (Michael Imperioli), bố cô cho rằng Susie bị sát hại bởi một người mà cô quen biết. Ông bắt đầu đi kiểm tra những người hàng xóm xung quanh và ông nghi rằng chính Harvey là kẻ gây nên chuyện này. Jack cũng có suy nghĩ rằng Harvey là kẻ giết người. Nhưng sau khi tra hỏi Harvey, thì không thể tìm thấy bất kỳ bằng chứng cho thấy ông ta là người đáng nghi, vì hắn đã xóa sạch tất cả các bằng chứng liên quan đến Susie trước khi họ đến. Chị của Susie, Lindsey (Rose McIver), cũng đồng tình với nghi ngờ của cha cô, nhưng mẹ cô,Abigail đã quá lo lắng, nên Jack nhờ người mẹ say rượu, Lynn (Susan Sarandon), đến để chăm sóc cho cô. Cảm thấy đau khổ khi sống trong ngôi nhà mình và bị chồng xa lánh, Abigail bỏ đi đến một trang trại ở California. Ở thế giới bên kia, Susie đã biết được rằng Harvey, hắn đã nhắm Lindsey làm mục tiêu tiếp theo, và đã giết chết sáu cô gái khác, bao gồm cả Holly, và hắn dấu xác của Susie vào một két sắt trong tầng hầm.
Một đêm nọ, Jack mang theo một gậy bóng chày, đi theo dõi phía sau Harvey vào con đường mòn trên cánh đồng ngô. Tuy nhiên, Jack tình cờ chạm mặt bạn của Susie, Clarissa (Amanda Michalka) khiến cho bạn trai của cô, Brian (Jake Abel) nhầm lẫn cho rằng Jack hành hung bạn gái mình, đã giật gậy của Jack đánh ông chí tử, cùng lúc Harvey quan sát từ nơi hắn ẩn núp gần đó. Trong lúc phục hồi, Lindsey đột nhập vào nhà của Harvey để tìm kiếm bằng chứng. Lên lầu, cô tìm thấy một cuốn sổ tay có chứa một bản tóm tắt các kế hoạch mờ ám sắp tới của hắn và một lọn tóc Susie, cũng như các tin tức về sự mất tích của Susie. Harvey trở về nhà, Lindsey đã kịp thoát ra cùng với cuốn sổ trong tay và lao về nhà, và vừa lúc mẹ cô đã trở về. Nhưng trông thấy bố mẹ đang làm lành, cô không muốn xen vô, nên đã giấu cuốn sổ và đưa nó cho bà ngoại. Phát hiện bị mất cuốn sổ, hắn sợ bị bắt, nên vội chở két sắt dấu xác của Susie đi tiêu hủy.
Susie nay đã tiến gần hơn tới cổng Thiên Đường, và cô được chào đón bởi các nạn nhân trước đó của Harvey. Cô trì hoãn sự thôi thúc của Holly để lên thiên đàng cùng với những người khác, nói rằng cô còn một điều cuối cùng cần phải thực hiện. Trong khi đó, Ruth và Ray có mặt khi Harvey lái xe đến để bỏ két sắt nơi có hố chôn những vật dụng cũ. Susie trở về trần gian và nhập hồn vào cơ thể của Ruth, làm Ruth ngất đi. Ray chạy đến giúp Ruth và nhận ra cô đã trở thành Susie. Họ hôn nhau và hoàn thành ước nguyện cuối cùng của Susie, và cô trở về thiên đường, trong lúc Harvey lái xe đi. Trong khi đó, cảnh quay két sắt được lăn xuống hố trước khi chìm xuống bùn.
Một thời gian sau, Harvey gặp một cô gái trẻ bên ngoài một quán ăn và ngỏ ý muốn đưa cô đến nơi cô muốn, nhưng cô từ chối và bỏ đi. Một mảnh băng nhọn rơi từ một cành cây trên không, trúng vai của Harvey. Hắn mất thăng bằng trên băng và rơi ngược xuống một vách đá và chết. Qua thời gian, gia đình Susie đã bớt đau lòng, và trong tâm trí mọi người, Susie được nghĩ đến như "hình hài dấu yêu". Khi bộ phim kết thúc, Susie cuối cùng đi vào thiên đường, nói với khán giả: " tôi tên Susie, họ tôi là Salmon, giống như tên một loại cá (cá hồi), tôi 14 tuổi, tôi bị sát hại vào ngày 06 tháng 12 năm 1973, tôi đã đến trần gian một lúc rồi... sau đó tôi đã biến mất, tôi mong muốn tất cả các bạn sống thật lâu và hạnh phúc".

## Các diễn viên
- Saoirse Ronan vai Susie Salmon, một cô gái 14 tuổi bị giết bởi người hàng xóm. Ronan được 13 tuổi tại thời điểm nhận vai và quay phim của mình. Ronan và gia đình cô ban đầu miễn cưỡng cho Ronan chấp nhận vai diễn vì chủ đề của bộ phim, nhưng đã đồng ý sau khi có cuộc gặp với Jackson.[4]
- Mark Wahlberg vai Jack Salmon, cha của Susie, người bị ám ảnh với vụ án giết người của con gái mình. Wahlberg nói rằng vai diễn của anh trong bộ phim khuyến khích anh là một phụ huynh thận trọng hơn với ba đứa con của mình và cảnh giác với chúng hơn về "không nói chuyện với người lạ." Trước khi Wahlberg nhận vai, Ryan Gosling đã được chọn để đóng vai này, nhưng đến tháng 10 năm 2007 anh đã rời khỏi bộ phim, một tháng trước khi bấm máy. Gosling đã tăng 20 cân và để râu rậm cho vai diễn này, nhưng cho biết: "Độ tuổi của nhân vật so với tuổi thật của tôi (hai mươi chín) luôn làm tôi bận tâm. Peter (Jackson) và tôi đã cố gắng để làm nó nhưng cuối cùng nó đã không thành, tôi nghĩ Mark Wahlberg sẽ phù hợp hơn với vai diễn đó". Gosling sau đó đã thừa nhận rằng thực sự anh bị từ chối vì dư cân và để một bộ râu thể thao mà không báo trước với Jackson.[5]
- Rachel Weisz vai Abigail Salmon, mẹ của Susie. Sau khi đứa con Susie bị sát hại, cô tuyệt vọng và từ bỏ gia đình. Weisz cho biết vai diễn trong phim và tiểu thuyết là một "chủ đề nâng cao tinh thần" làm cho cô ấy nhìn cuộc sống như một "báu vật" và bộ phim đã cho cô một "cảm giác tích cực "hơn là một sự "chán nản ".[6]